# Patinação artística nos Jogos Olímpicos de Inverno de 1948
A patinação artística nos Jogos Olímpicos de Inverno de 1948 consistiu de três provas: individual masculina, individual feminina e duplas. As competições ocorreram entre 2 e 7 de fevereiro de 1948.

## Medalhistas
| Evento                        | Ouro                                         | Prata                                | Bronze                                         |
| ----------------------------- | -------------------------------------------- | ------------------------------------ | ---------------------------------------------- |
| Individual masculino detalhes | Dick Button USA Estados Unidos               | Hans Gerschwiler SUI Suíça           | Edi Rada AUT Áustria                           |
| Individual feminino detalhes  | Barbara Ann Scott CAN Canadá                 | Eva Pawlik AUT Áustria               | Jeannette Altwegg GBR Grã-Bretanha             |
| Duplas detalhes               | Micheline Lannoy Pierre Baugniet BEL Bélgica | Andrea Kékesy Ede Király HUN Hungria | Suzanne Morrow Wallace Diestelmeyer CAN Canadá |

## Quadro de medalhas
| Ordem | País               | Medalha de ouro | Medalha de prata | Medalha de bronze |   |
| ----- | ------------------ | --------------- | ---------------- | ----------------- | - |
| 1     | CAN Canadá         | 1               |                  | 1                 | 2 |
| 2     | BEL Bélgica        | 1               |                  |                   | 1 |
| 2     | USA Estados Unidos | 1               |                  |                   | 1 |
| 4     | AUT Áustria        |                 | 1                | 1                 | 2 |
| 5     | HUN Hungria        |                 | 1                |                   | 1 |
| 5     | SUI Suíça          |                 | 1                |                   | 1 |
| 7     | GBR Grã-Bretanha   |                 |                  | 1                 | 1 |
| TOTAL | TOTAL              | 3               | 3                | 3                 | 9 |